# Parafia św. Katarzyny Aleksandryjskiej w Sypniewie
Parafia św. Katarzyny Aleksandryjskiej w Sypniewie – parafia rzymskokatolicka w dekanacie Sępólno Krajeńskie w diecezji bydgoskiej. Erygowana w XIII–XIV wieku.
Na obszarze parafii leżą miejscowości: Adamowo, Dorotowo, Frydrychowo, Iłowo, Jazdrowo, Jeleń, Lubcza, Sypniewo, Wilcze Jary, Wymysłowo i Zakrzewska Osada (część).